# MacGyver/Staffel 5
Die fünfte Staffel der US-amerikanischen Action-Fernsehserie MacGyver umfasst 21 Episoden und wurde in den Vereinigten Staaten 1989/90 erstausgestrahlt, in Deutschland mit Ausnahme einer Episode 1991/92.

## Episoden und Handlung
| Nr. (ges.) | Nr. (St.) | Deutscher Titel                           | Originaltitel                   | Erstausstrahlung USA | Deutschsprachige Erstausstrahlung (D) | Regie            | Drehbuch                         |
| --- | --------- | ----------------------------------------- | ------------------------------- | -------------------- | ------------------------------------- | ---------------- | -------------------------------- |
| 84 | 1         | Die Legende von der heiligen Rose, Teil 1 | Legend of the Holy Rose, Part 1 | 18. Sep. 1989        | 14. Sep. 1992                         | Michael Caffey   | Stephen Downing                  |
| MacGyver hilft seiner ehemaligen Schulfreundin und heutigen Professorin Zoe Ryan bei der Suche nach dem Tempel der heiligen Rose, einem archäologisch bedeutsamen Ort, den ein gewisser Ambrosius erschaffen hat. In einem mittelalterlichen Bauwerk in London, das eine Folterkammer beherbergt, finden sie drei Zepter, die für die weitere Suche bedeutend sind. Ryans Konkurrent bei der Suche, der Kriminelle Erich von Leer, stiehlt allerdings die Zepter und entführt dabei Ryan. Von Leer lässt MacGyver auf einem Foltertisch mit Schwungbeil seinem Tod entgegensehen. |           |                                           |                                 |                      |                                       |                  |                                  |
| 85 | 2         | Die Legende von der heiligen Rose, Teil 2 | Legend of the Holy Rose, Part 2 | 25. Sep. 1989        | 15. Sep. 1992                         | Charlie Correll  | Stephen Downing                  |
| MacGyver entkommt seiner Zerteilung durch das Schwungbeil. In Weymouth befreit er Zoe aus der Gewalt von von Leer und dessen Gefolgsleuten und eignet er sich die archäologischen Artefakte wieder an. Indes hilft Zoes Vorgesetzter von Leer beim Auffinden des Tempels. Dieser befindet sich in Cherbourg, wo MacGyver und Zoe zuerst eintreffen und die heilige Rose finden, einen Riesenrubin. Die Zepter und die anderen Artefakte, in einer bestimmten Stellung aufgestellt, erzeugen einen Laserstrahl und geben eine Höhle frei, in dem sich der Tempel in Miniatur befindet. Durch den Laserstrahl stirbt schließlich von Leer und die Höhle wird verschüttet. |           |                                           |                                 |                      |                                       |                  |                                  |
| 86 | 3         | Die schwarze Perle                        | The Black Corsage               | 2. Okt. 1989         | 15. Jan. 1991                         | Charlie Correll  | Paul B. Margolis                 |
| Die Kriminellen Deagan und March erschießen ihren Komplizen. Ehe er stirbt, gibt er einen Teil eines Planes, mit dem sich wertvoller Schmuck namens „Schwarzer Gürtel“ finden lässt, an die Phoenix-Mitarbeiterin Sophia Ross weiter, die daraufhin vor den Männern flüchtet. MacGyver sucht nach Diana und erhält dabei Unterstützung durch Dianas Hund Frog und durch Frank Colton, der nach dem Schmuck sucht. Weil Deagan und March Dianas Telefonate abhören, können sie sie in ihre Gewalt nehmen und sich von ihr den Plan geben lassen. MacGyver und Colton überwältigen schließlich im Expo-Gelände die Gangster und beschaffen sich den Schmuck wieder. |           |                                           |                                 |                      |                                       |                  |                                  |
| 87 | 4         | Waffenstillstand                          | Cease Fire                      | 9. Okt. 1989         | 8. Jan. 1991                          | William Gereghty | Chris Haddock                    |
| Die Phoenix Foundation fungiert bei Genf als Vermittler in Friedensverhandlungen zwischen zwei bislang verfeindeten Staaten. Yanif, der Sicherheitschef des Präsidenten Habad, ist dagegen, dass Habad das Abkommen unterzeichnet, und will deshalb Habad erschießen lassen. MacGyver vereitelt das, wird dadurch aber von Yanif und der Polizei fortan selbst als Attentäter gesucht. Die Schülerin Lisa hilft MacGyver bei der Behandlung seiner Verletzungen und schützt ihn vor seiner Entdeckung. Er erfährt durch eine von Lisa mitgehörte Aussage Yanifs von einem geplanten Bombenattentat auf Habad. Nachdem MacGyver die Seilbahngondel, in der Pete und Habad zum Ort der Vertragsunterzeichnung fahren, per Motorrad bergauf überholt hat, kann er die Sprengung der Gondel vereiteln. |           |                                           |                                 |                      |                                       |                  |                                  |
| 88 | 5         | Der ungewollte Vater                      | Second Chance                   | 16. Okt. 1989        | 22. Jan. 1991                         | Michael Caffey   | Robert Sherman                   |
| MacGyver koordiniert in Bangkok die materiellen und organisatorischen Hilfsleistungen der Phoenix Foundation für ein Krankenhaus, in dem hauptsächlich asiatisch-amerikanische Mischlingskinder behandelt werden. Vietnamkriegsveteran und Kopfgeldjäger Jesse Colton trifft auch dort ein, um seine frühere vietnamesische Frau zu treffen, die allerdings vor seiner Ankunft stirbt. Er erfährt erstmals, dass aus beider Beziehung der Sohn Willie hervorging. Dieser ermöglicht amerikanischen Hehlern den Diebstahl von Medizingütern, darunter von ihm unbeabsichtigt eines Dialysegeräts, aus dem Krankenhaus. Zu dritt spüren sie die Hehler auf und geraten dabei in deren Gefangenschaft, ehe sie sich befreien, die Gangster dingfest machen und das Gerät zurückholen können. |           |                                           |                                 |                      |                                       |                  |                                  |
| 89 | 6         | Das Tal des Todes                         | Halloween Knights               | 30. Okt. 1989        | 29. Jan. 1991                         | Charlie Correll  | John Sheppard                    |
| Profikiller Murdoc wird von der Organisation Heimtückisch international töten, für die er bislang arbeitete, gesucht, weil er seinen letzten Auftrag nicht erledigt hat. Um ihn deshalb zu erpressen, drohen sie ihm mit dem Tod seiner von ihnen gefangenen Schwester Ashton. Murdoc lotst MacGyver zu sich und bewegt ihn dazu, sich von ihm bei der Befreiung Ashtons helfen zu lassen. Sie wird in einem Herrenclub gefangengehalten, in dem gerade eine Halloween-Kostümparty stattfindet, und soll bei Murdocs Nichterscheinen um Mitternacht exekutiert werden. Ehe MacGyver und Murdoc Ashton vom elektrischen Stuhl befreien, durchschreiten sie das „Tal des Todes“, ein Raum mit lauter Selbstschussanlagen und einer Schlangengrube. Nach einer Granatexplosion bleibt Murdoc verschollen, dennoch liefert er MacGyver die Beweise zur Zerschlagung von HIT. |           |                                           |                                 |                      |                                       |                  |                                  |
| 90 | 7         | Die Kinder vom Tienanmen-Platz            | Children of Light               | 6. Nov. 1989         | 5. Feb. 1991                          | Bill Corcoran    | Rick Mittleman                   |
| Die chinesische Studentin Mei-Jan, eine Bekannte von MacGyvers Patenkind Su-Ling, trifft in den USA ein, um ein Video des Tian’anmen-Massakers zu veröffentlichen und um die Arbeit der chinesischen Studentenbewegung, deren Mitglied sie ist, hier fortzusetzen. Ein chinesischer Kontaktmann verrät sie an die linientreuen Chinesen aus dem chinesischen Konsulat, von denen er erpresst wird. Dadurch wird sie von ihnen als Konterrevolutionärin im Konsulat gefangengenommen, wo sie sich aber weigert, die geforderten Telefax-Nummern preiszugeben, die den chinesischen Studenten gehören. Während das Video im US-Fernsehen ausgestrahlt wird, befreit MacGyver Mei-Jan aus dem Konsulat, indem er mit ihr eine selbstgebaute Seilbahn benutzt. |           |                                           |                                 |                      |                                       |                  |                                  |
| 91 | 8         | Erbarmungslos                             | Black Rhino                     | 13. Nov. 1989        | 12. Feb. 1991                         | Michael Caffey   | Paul B. Margolis                 |
| Der als Kopfgeldjäger noch nicht sehr erfahrene Billy Colton ist auf eigene Faust nach Afrika gereist, um dort den amerikanischen Wilderer und Mörder Ladysmith zu ergreifen, der illegal Nashorn-Hörner verkauft. MacGyver reist in denselben Staat, um Billy zu finden. Mit der Hilfe der Wildhüterin Kate spürt er Ladysmith auf und rettet ihn vor seiner Exekution, die ihm wegen seiner Enttarnung als Spion bevorstand. Indem sich Kate gegenüber Ladysmith als Kaufinteressentin für die Hörner und das Horngranulat ausgibt, können MacGyver, Kate und Billy Ladysmith und dessen Helfer aufspüren und dingfest machen sowie die Hörner sicherstellen, die Kate anschließend zur Abschreckung verbrennen lässt. |           |                                           |                                 |                      |                                       |                  |                                  |
| 92 | 9         | Die Frau im Hintergrund                   | The Ten Percent Solution        | 20. Nov. 1989        | 9. Sep. 2014                          | Michael Preece   | Tom Drake & Sally Drake          |
| Eine Gruppe aus Neonazis, die von der deutschen, nach wie vor überzeugten Nationalsozialistin Brandenberg geführt wird, plant die Umsetzung der sog. „Zehn-Prozent-Lösung“, d. h. der Machtübernahme durch die Weißen als Herrenrasse in sechs westlichen US-Bundesstaaten. Die Wahlkampagne für den Spitzenkandidaten Brand, Brandenbergs Enkelsohn, finanziert die Gruppe auch aus dem Verkauf von Gemälden und anderen Kunstgegenständen, die einst vom Einsatzstab Reichsleiter Rosenberg konfisziert worden waren. Bei einer öffentlichen Gemälde-Auktion, in der Pete als Bieter für die Phoenix Foundation wertvolle Gemälde vor dem Verschwinden in private Hand retten will, beansprucht der polnische Jude und Holocaust-Überlebende Sam Bolinski ein von Pete soeben ersteigertes Gemälde als sein Eigentum, das seiner Familie 1940 durch den ERR weggenommen worden war. MacGyver, Pete und die Phoenix-Kunstexpertin Dr. Laura Sand helfen Bolinski dabei, sein Eigentumsrecht nachzuweisen. Weil die Gruppe um Brandenberg ihre Finanzierungsquelle verbergen will, nimmt sie MacGyver, Sand und Bolinski auf ihrem Gelände gefangen, wo diese sich aber mit MacGyvers Einfallsreichtum vor ihrer Vergasung retten und – mit der Hilfe des inzwischen hinzugekommenen Pete – alle Neonazis dingfest machen können. |           |                                           |                                 |                      |                                       |                  |                                  |
| 93 | 10        | Rock gegen Drogen                         | Two Times Trouble               | 11. Dez. 1989        | 19. Feb. 1991                         | Michael Preece   | Robert Sherman                   |
| MacGyvers Bekannte Roxy singt ein Lied für eine Anti-Sucht-Kampagne. Sie und MacGyver retten sich aus ihrem abstürzenden, privaten Aufzug. Wenig später wird Roxys Manager Rogan durch Carla ermordet. Für beide Vorfälle gibt Roxy gegenüber MacGyver ihrer angeblich eifersüchtigen Zwillingsschwester Carla die Schuld. Diese teilt MacGyver mit, dass Roxy früher einen Nervenzusammenbruch gehabt habe und dass Carla ratlos sei, wie sie mit Roxys psychotischen Neurosen umgehen solle. MacGyver entdeckt eine Unstimmigkeit in Roxys Krankengeschichte und ermittelt daraufhin, dass Roxy wegen eines Unfalls längst tot ist und dass Carla, weil sie sich fälschlicherweise selbst die Schuld für Roxys Tod gibt, die Identität von Roxy angenommen hat. |           |                                           |                                 |                      |                                       |                  |                                  |
| 94 | 11        | Die Madonna                               | The Madonna                     | 18. Dez. 1989        | 1. Jan. 1991                          | Michael Caffey   | Cathleen Young                   |
| Aus einer Kirche wird in der Vorweihnachtszeit eine hölzerne Maria-Statue gestohlen. MacGyver und Pete suchen nach dem Verantwortlichen. Sie bringen die obdachlose Frau Carol in den Challengers Club, dem wegen Geldknappheit die baldige Schließung droht. Die Club-Leiterin Cynthia fühlt sich mittlerweile so überfordert mit Arbeit, dass sie aufhören will. Carol bewegt den Jugendlichen Breeze, der den Challengers Club aus Enttäuschung verlassen will, zur Rückkehr in den Club, zur Unterstützung Cynthias und zur Teilnahme an einem Weihnachtsabend. Während der Aufführung hinterlässt Carol diejenige Geldsumme, die Cynthia zur Rettung des Clubs fehlt. Schließlich wird die Statue mit einer Schramme an der Hand wiedergefunden, wie sie auch Carol hat. |           |                                           |                                 |                      |                                       |                  |                                  |
| 95 | 12        | Im Wilden Westen                          | Serenity                        | 8. Jan. 1990         | 26. Feb. 1991                         | William Gereghty | Stephen Kandel                   |
| MacGyver träumt von sich als Cowboy im Wilden Westen, als welcher er nach vier Jahren seine Waffe niederlegt. Im Saloon der Stadt Serenity begegnet er erstmals Penny Parker und Jack Dalton, von dem er eine Ranch kauft. Pete Thornton, der Besitzer der Nachbarranch, beansprucht die Ranch als sein Eigentum, und engagiert den Revolverhelden Murdoc, um MacGyver zu vertreiben. Kurz darauf wird MacGyvers schwarzer Ranch-Mitarbeiter Billy Colton entgegen Thorntons Willen durch Murdoc erschossen. Thornton wird daraufhin reumütig und unterstützt MacGyver mit Dalton beim Kampf gegen Murdoc. Sein Taschenmesser schützt ihn vor der Erschießung durch Murdoc. Als er aus dem Traum erwacht, befindet sich dasselbe Messer unerklärlicherweise bei ihm. |           |                                           |                                 |                      |                                       |                  |                                  |
| 96 | 13        | Die Schule des Lebens                     | Live and Learn                  | 15. Jan. 1990        | 5. März 1991                          | Harry Harris     | Rick Mittleman                   |
| Die Phoenix Foundation betreibt ein Programm, das die Schulabbrecherquote senken soll. MacGyver arbeitet in dessen Rahmen als Mentor des Jugendlichen Tony Milani, den er als talentiert lobt und davon überzeugt, weiter zur Schule zu gehen. Tonys Vater nimmt ihn allerdings von der Schule und lässt ihn auf seiner Baustelle arbeiten. Nachdem Tony dort von Konstruktionsmängeln erfahren hat, die der Vorarbeiter vertuschen will und die einen baldigen Unfall befürchten lassen, stellt MacGyver mit seiner Hilfe das die Mängel beweisende Dokument wieder her. Einen Unfall auf der Baustelle können sie zwar nicht mehr verhindern, wohl aber den Vater retten, der unter einem Betonträger eingeklemmt ist. |           |                                           |                                 |                      |                                       |                  |                                  |
| 97 | 14        | Kampf um den Wald                         | Log Jam                         | 5. Feb. 1990         | 12. März 1991                         | William Gereghty | Lee Maddux                       |
| Im Nordwesten der USA wird großflächig Wald gerodet, um das Holz zu verkaufen. Die Umweltschützerin Amy Chandler, eine Schulfreundin MacGyvers, erhebt den Vorwurf gegen die Holzfäller, dass sie einen Mann ermordet hätten, der dabei war herauszufinden, dass mehr Bäume als genehmigt geschlagen wurden. MacGyver hilft ihr beim Sammeln von Beweisen dafür und ermittelt, dass der Holzfällerchef Foxworth im Auftrag von Yakuzas illegal Holz für den Export abzweigt. Schließlich gelingt es MacGyver, Amy und ihren Mann Jack vor der Ermordung durch den Yakuza zu bewahren und Foxworth dingfest zu machen. |           |                                           |                                 |                      |                                       |                  |                                  |
| 98 | 15        | Mancos Schatz                             | The Treasure of Manco           | 12. Feb. 1990        | 19. März 1991                         | Michael Preece   | Chris Haddock                    |
| MacGyver hilft seiner Bekannten Maria dabei, die Suche ihres ermordeten Vaters – eines Archäologen – nach einem angeblichen Goldschatz der Inkas in den peruanischen Anden fortzusetzen. Die beiden und der Bergführer Ramon, dessen Vater ebenfalls ermordet wurde, geraden dabei zwischen die Fronten des Kampfes einer Armeeeinheit unter General Diaz und den Rebellen unter dem Mann Enrique. Die drei Schatzsucher täuschen sich in ihrer anfänglichen Auffassung, Enrique sei für die Ermordung der Väter verantwortlich. Tatsächlich sind es Diaz und seine Todesschwadron. Unter deren Aufsicht findet MacGyver das Versteck des Schatzes, der sich allerdings aus Getreide statt aus Gold erweist. Schließlich können die Drei Diaz und seine Männer überwältigen. |           |                                           |                                 |                      |                                       |                  |                                  |
| 99 | 16        | Die Geldwäscher                           | Jenny’s Chance                  | 19. Feb. 1990        | 26. März 1991                         | Michael Caffey   | Rick Drew & John Sheppard        |
| Der Vater von MacGyvers und Jacks Bekannter Jenny Larson wird durch den Geldwäscher Henderson ermordet, weil der die Pferdefarm der Larsons übernehmen will. Henderson wäscht für den Drogenboss Lucky Charly Geld, das er sich durch die Manipulation von Pferderennen beschafft. MacGyver, Jack, Pete, Jenny und das FBI inszenieren zu Hendersons Schein ein in Konkurrenz zu Henderson stehendes Wettenmanipulationszentrum, um Henderson des Mordes zu überführen. MacGyver tritt dabei als Computerfreak Dexter auf und Jack als Lucky Charly. Der Plan gelingt schließlich, obwohl ihn der zwischenzeitlich auftauchende, echte Lucky Charly zu gefährden droht. |           |                                           |                                 |                      |                                       |                  |                                  |
| 100 | 17        | Vertrauen ist gut…                        | Deep Cover                      | 26. Feb. 1990        | 13. Aug. 1991                         | Charlie Correll  | Robert Sherman                   |
| Die Phoenix-Wissenschaftlerin Dr. Lang hat ein Gerät namens ERMA entwickelt, mit dem sich die Drogenfahndung auf hoher See unentdeckt von Schmugglern deren U-Booten nähern kann. Kriminelle, die von Angehörigen eines Drogenkartells erpresst werden und von Dr. Langs Liebhaber angeführt werden, stehlen ERMA, damit der Drogenschmuggel problemlos funktioniert. Zudem entführen sie Dr. Lang und versuchen erfolglos, MacGyver zu ermorden, nachdem dieser als verdeckter Ermittler aufgefallen ist. Schließlich kann MacGyver die Kriminellen davon abhalten, mit ERMA und Dr. Lang zu fliehen. |           |                                           |                                 |                      |                                       |                  |                                  |
| 101 | 18        | Von Geigen und Ganoven                    | The Lost Amadeus                | 19. März 1990        | 9. Apr. 1991                          | Michael Caffey   | Paul B. Margolis                 |
| MacGyver begegnet zufällig der chaotischen, Mozart-begeisterten Frau Lulu, deren Freund, der Geigenspieler Izzy, von Ganoven entführt wird. Diese fordern von Lulu, im Tausch für Izzy die Stradivari-Geige zu erhalten, die einst Mozart gehörte und die Izzy, ohne ihren Wert zu kennen, erstanden hatte. Zusammen mit Lulu begibt sich MacGyver zum Treffpunkt mit den Gangstern. Nach etlichen Zwischenfällen gelingt es MacGyver und Lulu, Izzy zurückzuerhalten und die Gangster davon abzuhalten, mit der Geige entkommen. |           |                                           |                                 |                      |                                       |                  |                                  |
| 102 | 19        | Herzen aus Stahl                          | Hearts of Steel                 | 9. Apr. 1990         | 16. Apr. 1991                         | Charlie Correll  | Rick Mittleman                   |
| Der ehemalige Stahlwerksbesitzer Travers will die Tochter Lisa des Investmentbankers Eric Woodman entführen lassen, um von ihm Geld als Ausgleich für die Stilllegung des Stahlwerks zu erpressen, durch die viele Arbeiter plötzlich entlassen wurden. Jedoch lässt Travers versehentlich Lisas Freundin Ingrid entführen. Nachdem er das bemerkt hat, lässt er Lisa entführen und Ingrid frei. MacGyver, ein Freund der Woodmans, ermittelt mit der Hilfe von Ingrid und der Polizei, dass Travers der Erpresser ist. Schließlich kann er erreichen, dass Lisa freikommt und ihr Vater zusagt, das Stahlwerk wieder zu eröffnen. |           |                                           |                                 |                      |                                       |                  |                                  |
| 103 | 20        | Die Vogellady                             | Rush to Judgement               | 16. Apr. 1990        | 21. Dez. 1992                         | Charlie Correll  | Robert Sherman                   |
| MacGyver fungiert als Geschworener in einem Mordprozess und verlässt illegal das Geschworenenhotel, um den Tatort zu untersuchen, eine Kreuzung. Er spricht mit einer Augenzeugin, die sich selbst Vogellady nennt, und findet durch sie die Tatwaffe. Die Aussage der Vogellady entlastet zudem den Angeklagten Schwarzen. MacGyver wird wegen seines Vergehens als Geschworener abberufen. Sandra Masters, die den Mord beauftragt hat und die Geliebte des Ehemannes Wyatt des Mordopfers Lisa ist, lässt durch Lisas Mörder auch die Vogellady ermorden. MacGyver deckt mit Petes Hilfe auf, dass Sandra den Mord an Lisa beauftragt hat, um Wyatt allein für sich zu haben, und macht Sandra und den Auftragsmörder dingfest. |           |                                           |                                 |                      |                                       |                  |                                  |
| 104 | 21        | Fähre ins Jenseits                        | Passages                        | 30. Apr. 1990        | 20. Aug. 1991                         | William Gereghty | John Sheppard Idee: Anthony Rich |
| MacGyver vereitelt den Diebstahl eines ägyptischen Kunstgegenstands durch ägyptische Diplomaten und fällt sturzbedingt in ein Koma, während sein Großvater Harry infolge eines Herzinfarkts seit einigen Stunden in Lebensgefahr schwebt. MacGyver trifft in seinem Unterbewusstsein Harry, der mit einer Fähre ins Jenseits ablegen will, welches den Tod symbolisiert. Während MacGyvers Leben in der Realität in Gefahr schwebt, versucht die Schiffscrew ihn in dem Traum am Verlassen des Schiffs zu hindern. Mit Harry eingesperrt, erklärt er Harry, dass er auf das Schiff kam, um sich von ihm zu verabschieden. Während die Reanimation in der Realität gelingt, entkommt er – nachdem er sich von Harry verabschiedet hat – dem Schiff, welches mit Harry an Bord ablegt. In der Realität lässt Pete die Ägypter nach MacGyvers Hinweis verhaften; zudem ist Harry mittlerweile gestorben. |           |                                           |                                 |                      |                                       |                  |                                  |